# Sanctuaire de la Sainte-Baume
Le sanctuaire de la Sainte-Baume, également connu sous le nom de grotte de Sainte-Marie-Madeleine, est un sanctuaire érigé autour de la grotte éponyme du massif de la Sainte-Baume, commune de Plan-d'Aups-Sainte-Baume, dans le Var, grotte qui aurait servi d'ermitage à sainte Marie Madeleine après qu'elle eut évangélisé la Provence.
Dès le Ve siècle, la grotte est transformée en sanctuaire chrétien et des moines s'installent à proximité pour accueillir les pèlerins, la grotte étant transformée en lieu de culte. Le sanctuaire se développe au cours des siècles, surtout à partir du XIIIe siècle, sous l'impulsion des comtes de Provence, et avec l'installation des dominicains. Haut lieu de la chrétienté occidentale, la grotte reçoit la visite de nombreux papes et rois.
Le sanctuaire et ses bâtiments sont pillés lors des guerres de Religion, et totalement détruits lors de la Révolution française. Le sanctuaire est progressivement reconstruit au XIXe siècle, particulièrement sous l'impulsion du père Henri Lacordaire qui restaure le couvent dominicain et installe une nouvelle hostellerie en plaine, pour permettre l'accueil des pèlerins. Jusque-là concentré autour de la grotte, le sanctuaire s’étend, à partir du milieu du XIXe siècle, sur une large superficie du fait de la construction de cette hostellerie en plaine.
Au cours du XXe siècle, les aménagements du sanctuaire se poursuivent. En 1913, la chapelle des Parisiens et trois oratoires (qui ont survécu aux destructions) sont classés aux Monuments historiques. Au XXIe siècle, les chapelles et les oratoires font l'objet de nouvelles restaurations.
Depuis les années 2000, huit frères dominicains sont installés à demeure dans le sanctuaire pour assurer l'accueil des visiteurs à l'hostellerie, et l'animation spirituelle des lieux de culte. Aujourd'hui, le sanctuaire est un important site touristique et économique du département, avec l'accueil de 500 000 pèlerins et visiteurs par an.

## Histoire

### Antiquité chrétienne

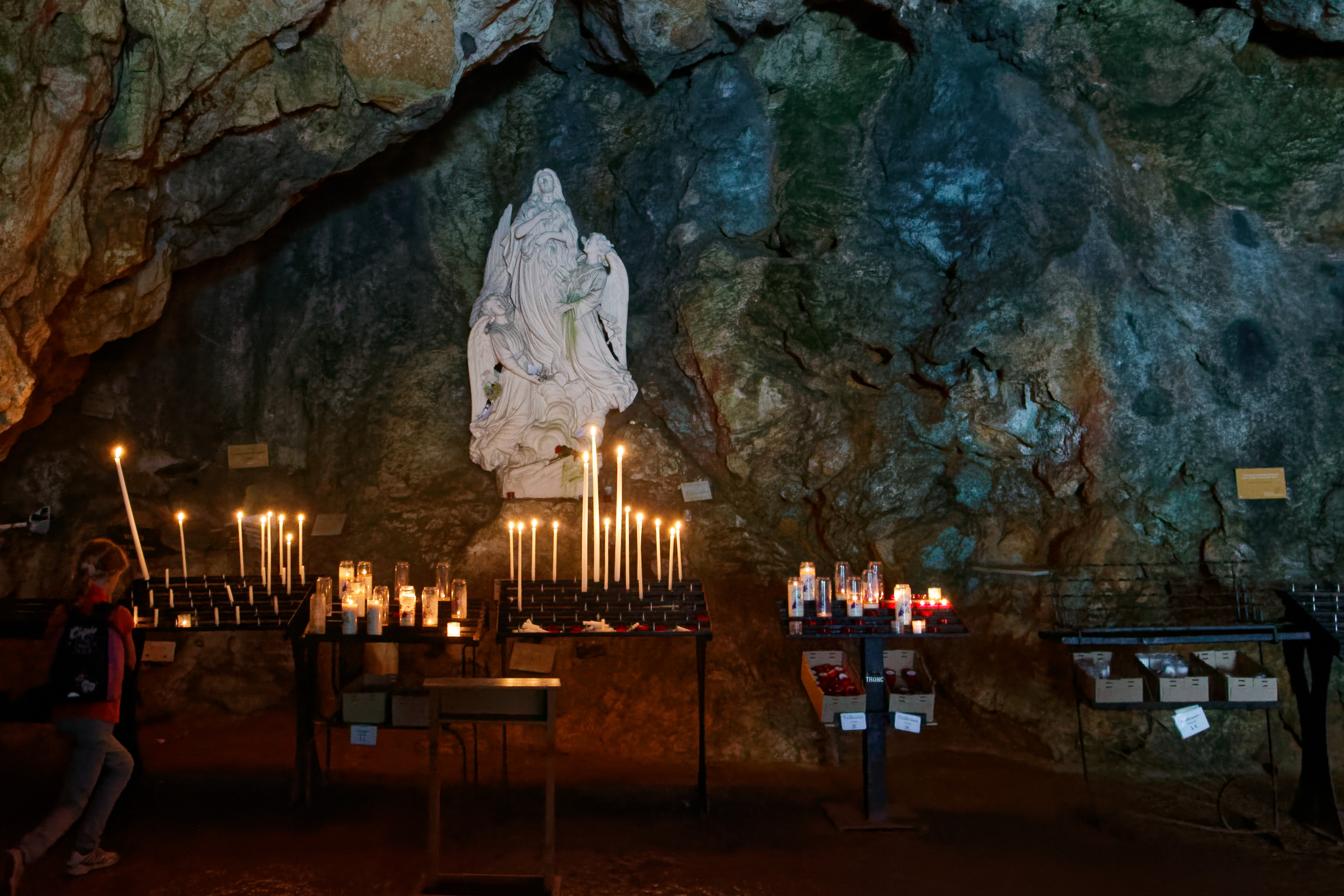
Statue de Marie-Madeleine portée par les anges.

Selon la tradition, Marie Madeleine serait arrivée à la Sainte-Baume en 47 et y serait restée 30 ans avant d'aller mourir dans la vallée, près de saint Maximin, un ermite venu comme elle de Terre Sainte, qui a donné son nom à la ville,. Toujours selon la tradition, lorsqu'elle vivait dans la grotte, Marie-Madeleine, était portée par des anges, sept fois par jour, jusqu'au sommet des falaises pour y prier. C'est en ce lieu qu'a été construite la chapelle du Saint-Pilon,.

### Fondation du sanctuaire
Vers 415, saint Jean Cassien, fonde un premier couvent à Marseille : l'abbaye Saint-Victor. Le moine installe ensuite un prieuré dans cette grotte et y vient lui-même régulièrement,.
Les moines de l'abbaye de Saint-Victor continuent de desservir la grotte jusqu'au XIe siècle, accueillant les pèlerins qui viennent y prier. La grotte de Sainte-Marie-Madeleine devient un lieu de pèlerinage chrétien réputé. En 816, le pape Étienne IV, puis, en 878, le pape Jean VIII s'y rendent.

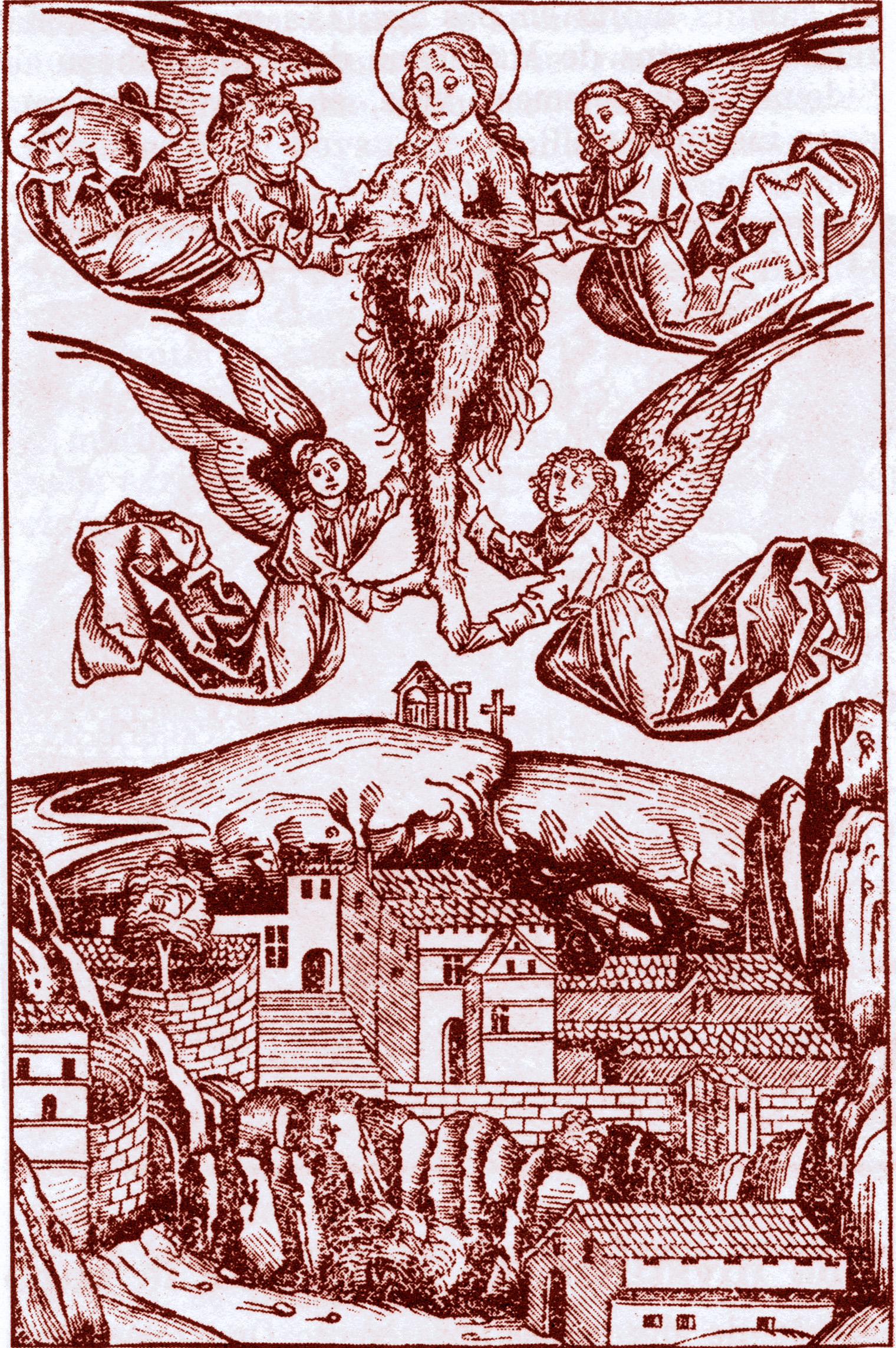
Gravure représentant le sanctuaire et Marie-Madeleine portée par les anges - La Chronique de Nuremberg (1493).

En 1070, un monastère de moines bénédictins est fondé à l'entrée de la grotte pour y accueillir les pèlerins qui s'y rendent de plus en plus nombreux, et y assurer les offices. Le pèlerinage se développe, et attire des personnes notables comme Saint Louis, roi de France, (le 22 juillet 1254, à son retour de croisade) qui vient en pèlerinage dans ce sanctuaire,,, ou un gentilhomme italien, venu en 1117 spécialement pour demander à la Sainte sa propre guérison. « Miraculeusement guéri », le pèlerin finance la construction d'une chartreuse et y entre lui-même comme moine. En 1248, le franciscain Salimbene de Adam vient lui aussi en pèlerinage, et laisse un récit écrit de son passage.

### Développement et âge d'or du sanctuaire
En 1279, Charles II d'Anjou, fait réaliser des fouilles dans l'église de Saint-Maximin et retrouve des reliques attribuées à Marie-Madeleine. Le 21 juin 1295, il obtient du pape Boniface VIII une bulle pontificale, qui confie au jeune ordre des dominicains la charge des lieux saints : la basilique de Saint-Maximin (qu'il fait construire) et le sanctuaire construit autour de la grotte de la Sainte-Baume. Les bénédictins se retirent de la grotte et cèdent la place aux dominicains.
Tout au long des XIVe et XVe siècles, papes, rois et princes vont se rendre en pèlerinage dans la grotte, l'une des plus célèbres de la chrétienté. Ainsi en 1332, vont se retrouver le même jour, dans ce sanctuaire, Philippe VI de Valois, roi de France, Alphonse IV d’Aragon, Hugues de Chypre, et Jean de Luxembourg, roi de Bohème pour se recueillir dans la grotte.
En 1337, Humbert II de Viennois accompagné de Pétrarque se rendent en pèlerinage à la Sainte-Baume,. L'auteur rédige plusieurs écrits sur la sainte.

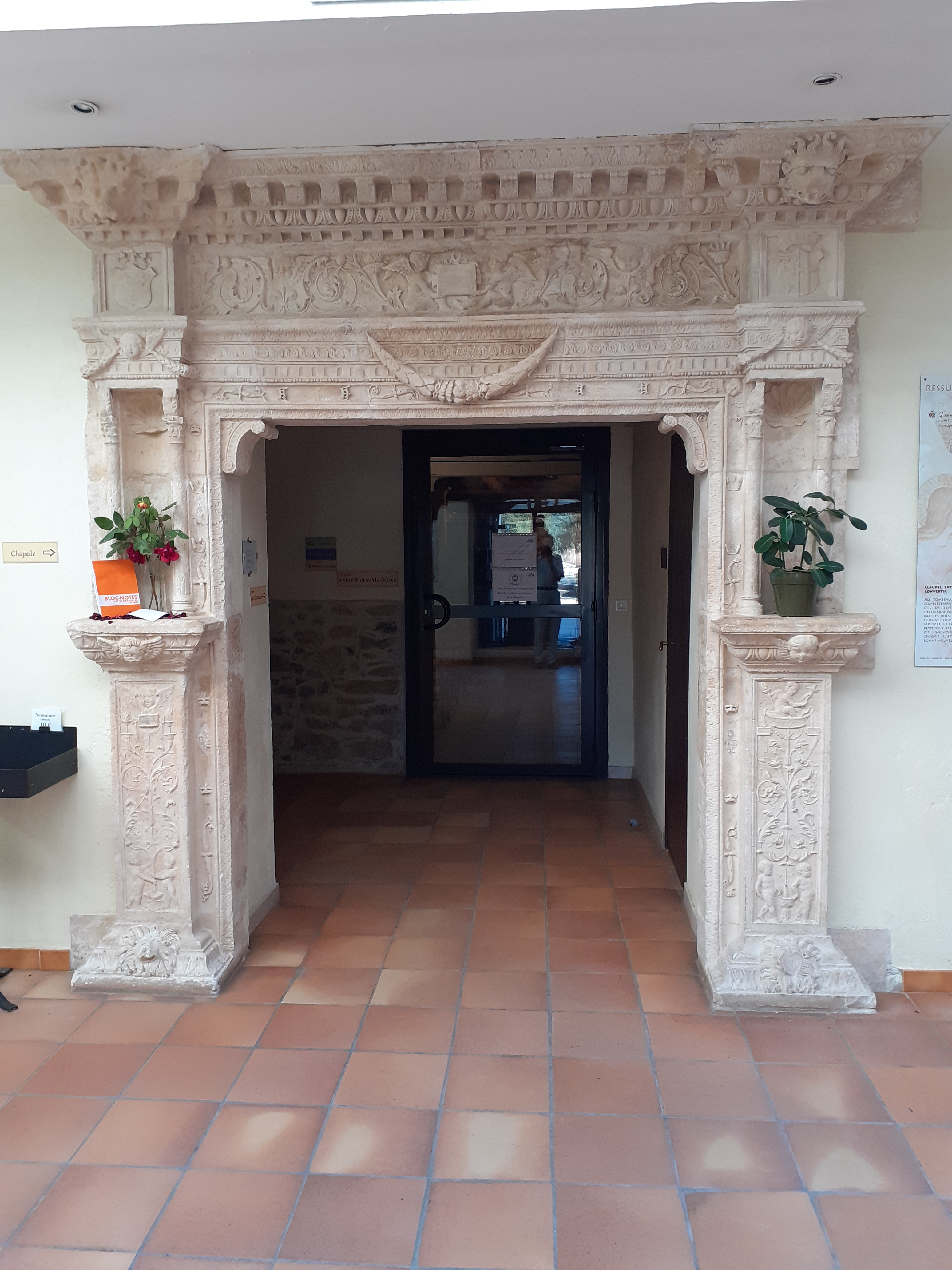
La porte offerte par, aujourd'hui exposée dans l'hostellerie du sanctuaire.

En 1440, un incendie touche la grotte et détruit des bâtiments adjacents (monastère et hostellerie). En 1456 Louis XI, roi de France dote richement la grotte et dessine le plan de la coupole qu’il offre pour l’autel. Et, le 21 janvier 1516, François Ier accompagné par sa mère Louise de Savoie et son épouse Claude de France vient rendre grâce à son retour de Marignan. Il accorde des fonds pour la restauration de la grotte, fait édifier le « portail François-Ier », et construit trois chambres royales à la grotte,. En 1516, Jean Ferrier, archevêque d’Arles fait ériger sept oratoires sur le chemin des Rois.
En 1533, François Ier revient à l’occasion du mariage de son deuxième fils, Henri d’Orléans, avec Catherine de Médicis à Marseille. Elle reviendra le 25 octobre 1564 avec Charles IX roi de France (14 ans), son frère le futur Henri III de France, et Henri de Navarre (11 ans, futur roi Henri IV).
Charles IX s’y rend lors de son tour de France royal en 1564 afin de satisfaire les catholiques. Lors des guerres de Religion, en 1586 et 1592, la grotte est pillée. À la suite du premier pillage, un pont-levis est érigé pour la protéger. Cet ouvrage défensif n'empêchera pas un second pillage en 1592.
Esprit Blanc fait construire en 1630 la chapelle dite « des Parisiens » (ou « des morts ») à proximité de la grotte. En 1649, Mgr de Marinis offre la statue de la Sainte Vierge, œuvre du sculpteur génois Orsolino.
Le 5 février 1660, Louis XIV, accompagné de sa mère Anne d’Autriche et de Mazarin, se rendent au sanctuaire. Il est le dernier roi de France à se rendre sur ce lieu de pèlerinage,.

### Révolution, destructions et reconstruction

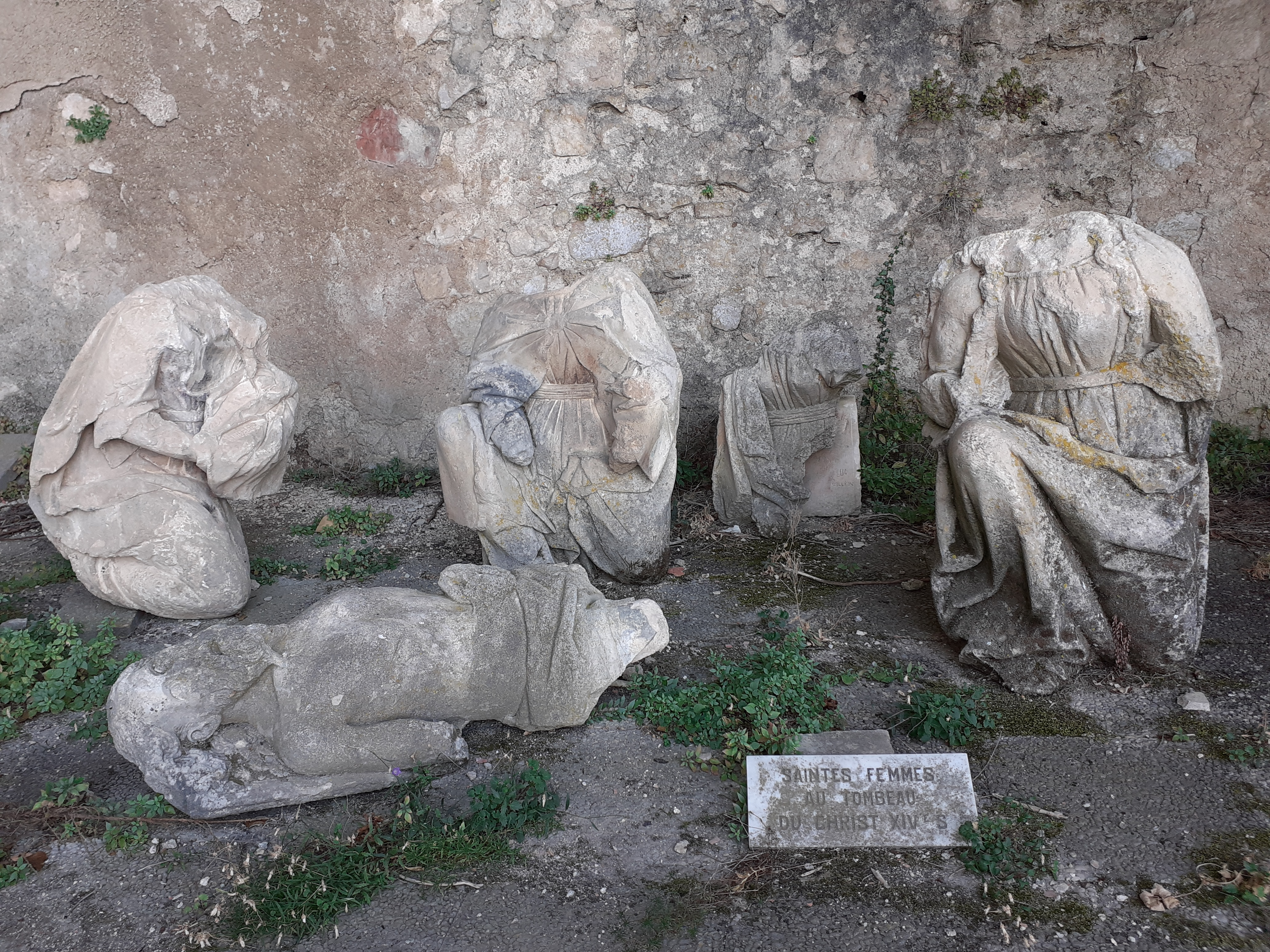
Statues des Saintes Femmes au tombeau, présentes dans la grotte et décapitées lors de la révolution.

La Révolution française et l'Empire entraînent la destruction du site. En 1789, l’Assemblée Nationale ordonne la liquidation des maisons religieuses : la grotte est complètement pillée, les statues des rois et Saintes femmes, décapitées.
En 1791, le marquis d’Albertas rachète les biens des dominicains qui avaient été vendus comme biens nationaux. En 1793, l’intérieur de la grotte et la grande hôtellerie attenante sont détruits. De plus, pour écraser le mouvement contre-révolutionnaire du midi, Barras et Fréron décident de la destruction totale de la Sainte-Baume : elle n’est plus « qu’un tas de ruine ».
La grotte est débaptisée pour porter le nom de « Thermopyles ». Lucien Bonaparte, mari de Christine Boyer, fille de l’aubergiste de Saint-Maximin, sauve la basilique et la forêt de la Sainte-Baume des révolutionnaires. En 1814, le maréchal Brune détruit la grotte et ce qui venait d’y être reconstruit.
En 1822, Chevalier, préfet du Var, y restaure le culte catholique. En 1824, une communauté de trappistes s’établit sur le plateau, en face de l’actuelle hôtellerie puis laisse la place en 1833 à des capucins qui restent deux années.
En 1848, le père Henri-Dominique Lacordaire, célèbre prédicateur et restaurateur de l’ordre dominicain en France (en 1840), se rend à la grotte et décide sa restauration. En 1859 il rachète le couvent de Saint-Maximin pour y réinstaller les frères prêcheurs ; avec l’aide de « l'œuvre pour la restauration des lieux saints de Provence » qu'il a fondée, il réinstalle le 22 juillet, les frères dans la grotte ; il fait construire l’hôtellerie dans la plaine pour l'accueil des pèlerins.

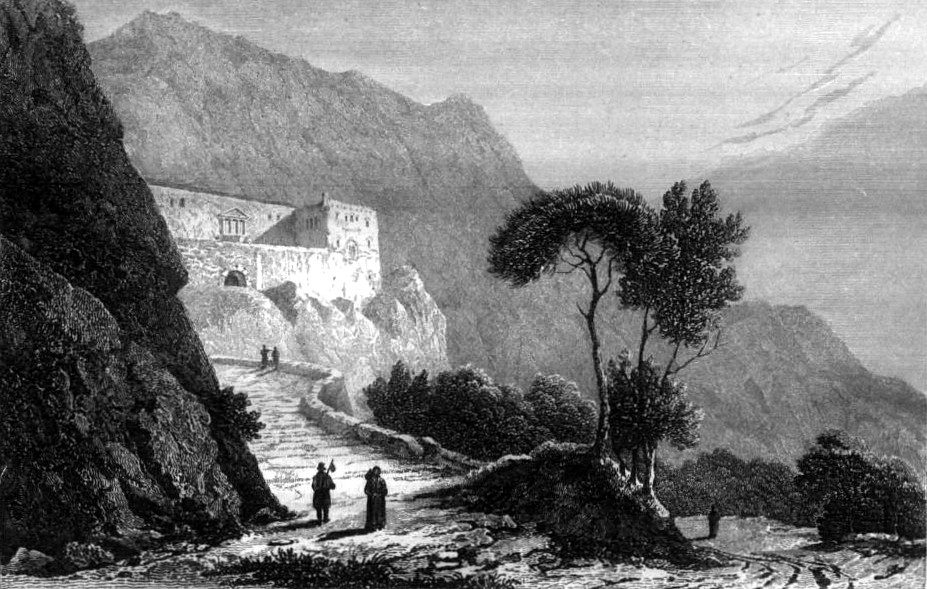
La montée à la grotte, après la restauration du couvent dominicain, et du sanctuaire.

Le 20 mai 1860, pour célébrer la translation des reliques de sainte Marie-Madeleine dans la basilique de Saint-Maximin (reliques installées dans un nouveau reliquaire), un grand pèlerinage est organisé dans le sanctuaire jusqu'à la grotte, en présence de plusieurs évêques et archevêques, d'une foule nombreuse venant de toute la France, et de journalistes venus de Paris pour relater l'événement.
En 1865, le frère dominicain Jean-Joseph Lataste fonde la congrégation des dominicaines de Béthanie qui accueille des femmes sorties de prison (Madeleines converties). Il érige une communauté près de l’église de Plan-d’Aups en 1884. En 1886, un reliquaire (œuvre de l’orfèvre lyonnais Armand Caillat) est offert par Mgr Ferdinand de Terris (évêque de Fréjus-Toulon). Placé dans la grotte, il contient une partie de tibia et une mèche de cheveux de la sainte pénitente.

### Période moderne
À la suite des lois de séparation des Églises et de l’État, la grotte devient propriété de la commune de Plan d’Aups en 1910. Parmi les pèlerins célèbres qui se rendent au sanctuaire au début du XXe siècle, se trouve Charles de Foucauld qui s'y rend à plusieurs reprises (1900, 1901 et 1913).

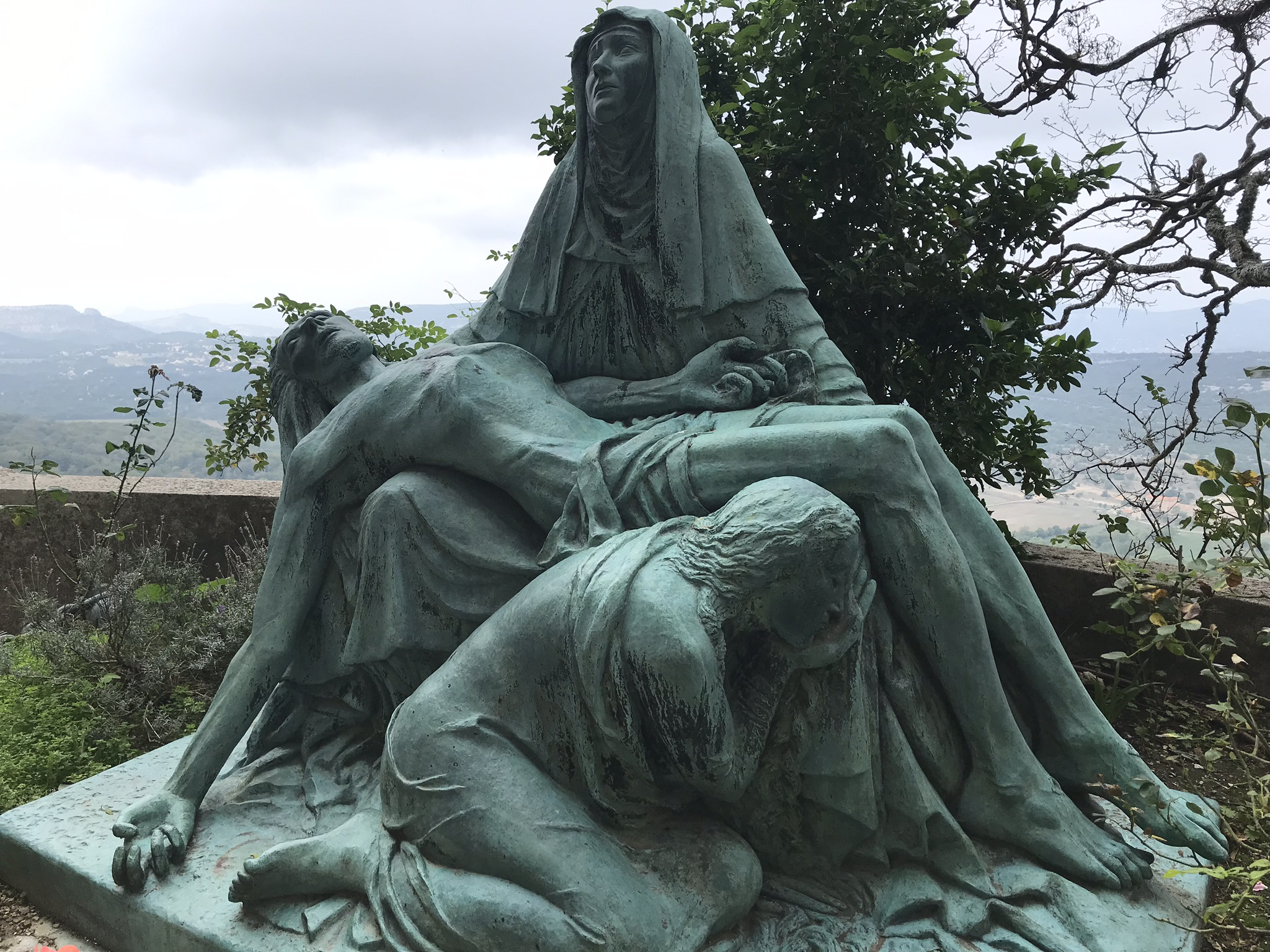
Sculpture de la Pietà devant la grotte.

En 1913, les services des Monuments historiques font classer plusieurs constructions du sanctuaire comme la chapelle des Parisiens et les oratoires du chemin des rois.
En 1914, avec les célébrations du centenaire de la réouverture du culte à la Sainte-Baume, le père Vayssière restaure les escaliers menant à la grotte (150 marches en mémoire des 150 Ave du Rosaire) et inaugure le calvaire. En 1928, est inaugurée la maison de retraite Nazareth en face de l’hôtellerie (aujourd’hui occupée par l’écomusée). En 1932, Marthe Spitzer, juive convertie proche des Bénédictines de la rue Monsieur et de l'entourage de Jacques Maritain, réalise la Pietà qui est sur le parvis de la grotte (offerte par les fidèles de l'église de la Madeleine à Paris),.
En 1941, le père dominicain Gabriel Piprot d'Alleaume, avec quelques sœurs dominicaines fondent une « école d’hôtellerie » dans les bâtiments de l'hostellerie. Les religieux vont durant toute la guerre accueillir, héberger et protéger des jeunes filles juives allemandes, des catholiques polonais et des résistants français, en utilisant leur école comme « couverture » aux yeux des autorités d'occupation,.
Au milieu du XXe siècle, le sanctuaire inspire les grands architectes : en 1948, Le Corbusier projette la construction d’une basilique souterraine à la Sainte-Baume. Le projet, qui subit une forte opposition locale, ne voit jamais le jour,. En 1966, Oscar Niemeyer conçoit un projet de couvent moderne à côté de l’hôtellerie (en lieu et place de l’aile ouest du bâtiment). Ce projet ne verra pas le jour lui non plus,,. En 1970, Thomas Gleb conçoit et réalise la chapelle œcuménique Saint-Dominique, dans la structure de l’hôtellerie, à la demande du prieur Philippe Maillard,.
Entre 1976 et 1981, le compagnon Pierre Petit (« Tourangeau, le disciple de la Lumière ») réalise les vitraux de la grotte.
En 1995 est célébré le septième centenaire de la fondation de la basilique de Saint-Maximin, celui de l'installation des frères dominicains à Saint-Maximin ainsi qu'au lieu de la grotte de la Sainte-Baume.
De 1997 à 2002, la grotte fait l'objet d'importants travaux ; son accès est fermé au public. À l'occasion de sa réouverture, quatre frères dominicains s'installent dans le couvent situé à l'entrée de la grotte, pour assurer le culte et l'accueil du public,. Lors de l'été 2008, le nombre des frères dominicains est porté à huit, et leur mission, en plus de l'accueil des pèlerins à la grotte, est étendue à la gestion de l'hostellerie de la Sainte-Baume.
En 2009, la chapelle des Parisiens, très dégradée, est entièrement restaurée avec l'aide de compagnons du Tour de France. En 2017, c'est au tour de la chapelle du Saint-Pilon d'être restaurée. En 2012, les compagnons tailleurs de pierre des Devoirs Unis érigent un obélisque en pierre gravée au départ du chemin du Canapé. En 2013, les Apprentis d'Auteuil recréent les socles des deux premiers oratoires aujourd'hui disparus.
En juin 2020, le maire de la commune de Plan d'Aups prend un arrêté d'interdiction d’accès à la grotte pour cause de risque d'éboulement des falaises. Les travaux de purge et de consolidation débutés en février de l'année suivante permettent la réouverture de la grotte en avril 2021,.

## Description

### La grotte

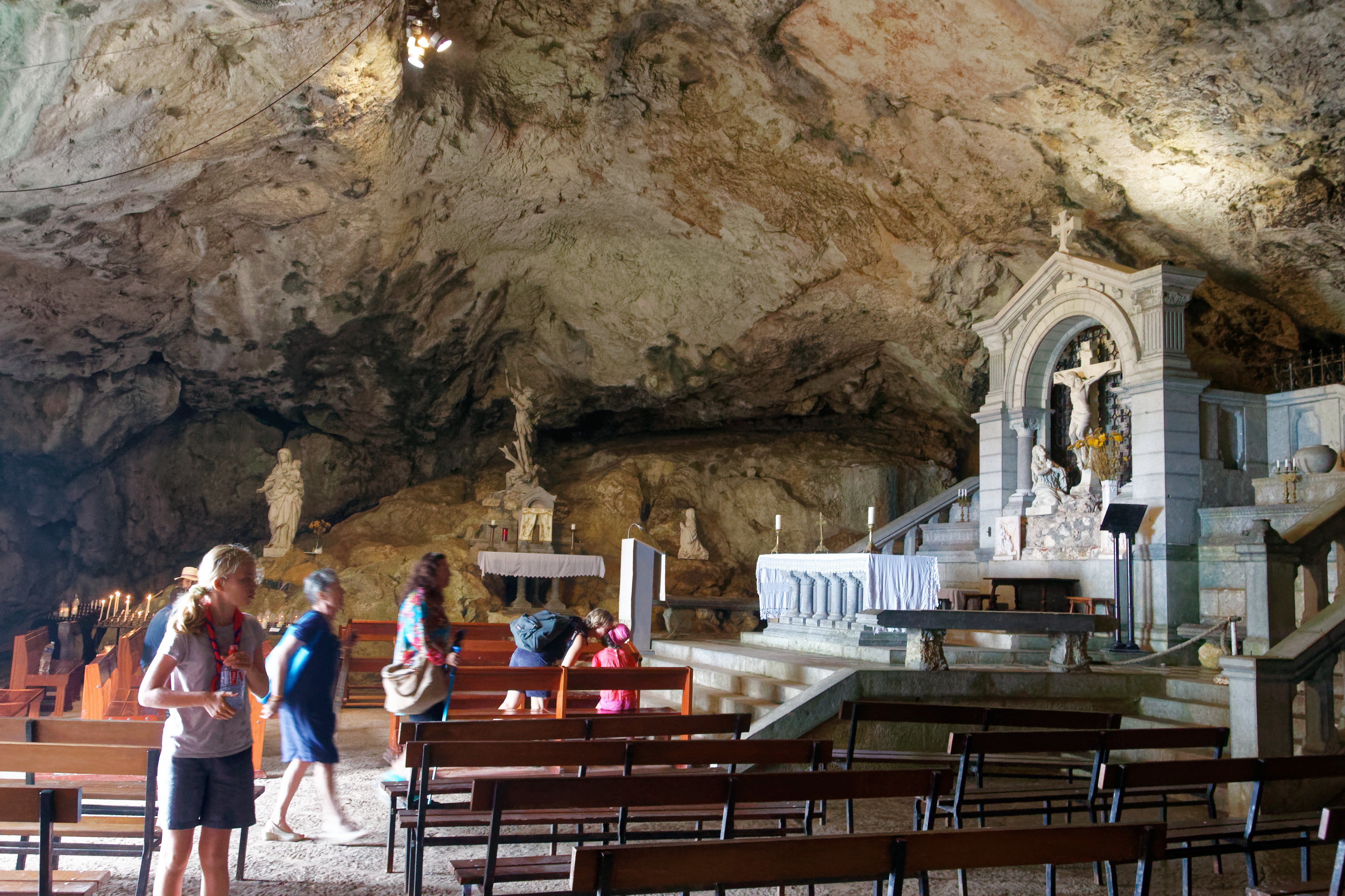
Vue latérale de la zone aménagée en chapelle.

La grotte est le point central du sanctuaire. Elle est le principal lieu de culte et de dévotion. La grotte aurait abrité sainte Marie-Madeleine, au Ier siècle, durant les dernières années de sa vie. C'est pourquoi dès le Ve siècle, la grotte est transformée en chapelle pour l'accueil des pèlerins. Régulièrement réaménagée et embellie par les princes et rois qui la visitent, la grotte est pillée lors des guerres de Religion, restaurée, puis détruite totalement lors de la révolution française. Le lieu de culte est reconstruit au XIXe siècle sous l'impulsion du père Henri Lacordaire.
Aménagée comme une chapelle, la grotte possède un autel, un tabernacle et des statues de Marie-Madeleine, lieu de dévotion des pèlerins, ainsi qu'une statue de la Vierge Marie et de saint Michel. La partie basse de la grotte est aménagée pour l'accueil et la mémoire des enfants mort-nés.

### La forêt

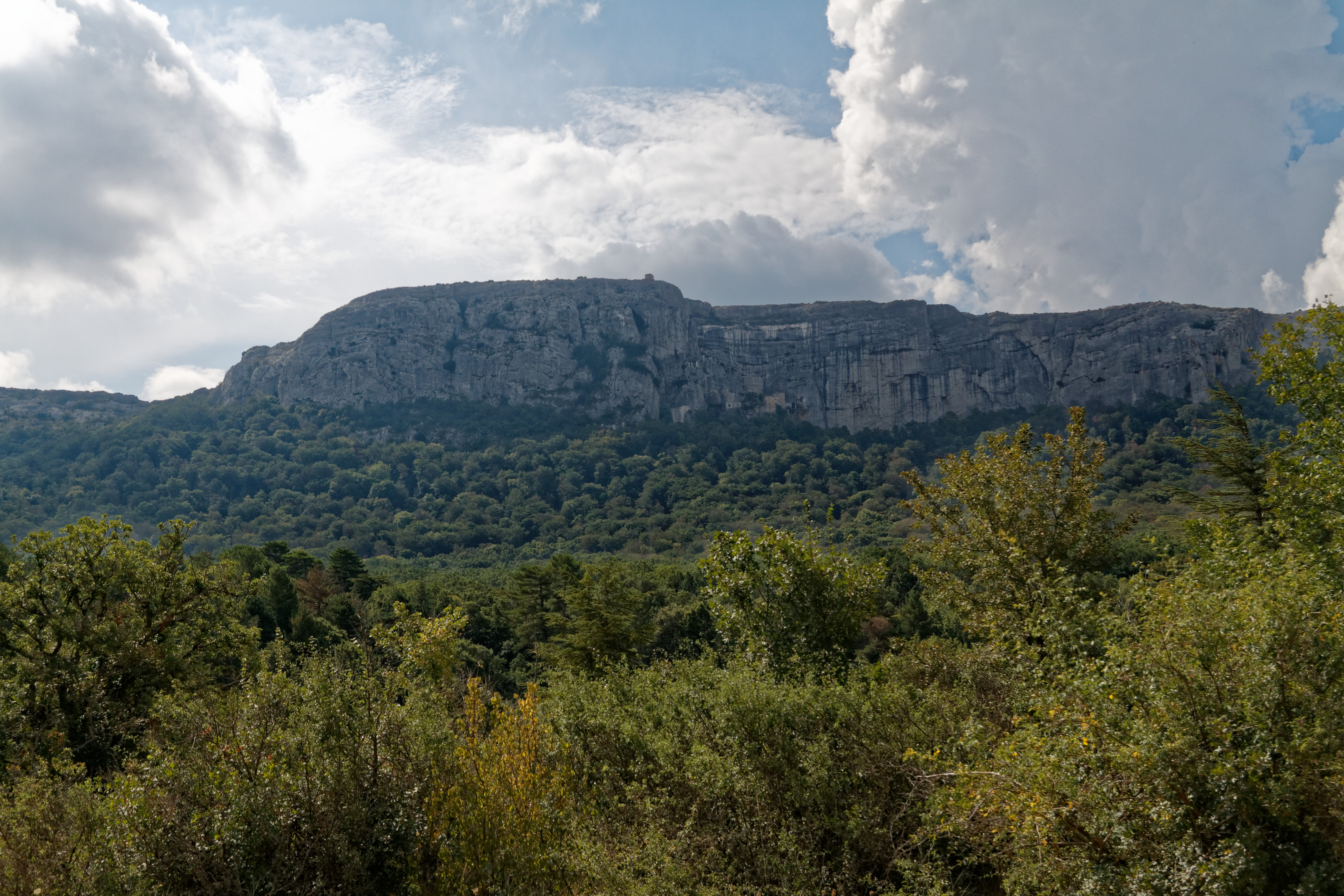
Forêt de la Sainte-Baume entourant la grotte et les falaises.

Au Ier siècle, le poète Lucain décrivait déjà dans son ouvrage La Pharsale un « bois sacré qui n'avait jamais été profané », occupé par « les sanctuaires des dieux aux cultes barbares ». Cette forêt a été préservée dans l'époque antique, puis ce sont les autorités religieuses chrétiennes qui « ont interdit qu'on touchât aux arbres sous peine d'excommunication ». Robert, roi de Naples et comte de Provence, fait garder la forêt en 1319. Après lui, lorsque le comté provençal revient au royaume de France, les rois de France maintiennent l'interdiction de coupes de cette forêt, lui permettant de parvenir jusqu'à nous (presque) intacte. À la Révolution, les ordonnances royales sont annulées et des prélèvements anarchiques de bois sont pratiqués dans la forêt. L’administration des Eaux et Forêts se voit confier la gestion de la forêt en 1838. Celle-ci est encore partiellement exploitée. En 1973 l’État classe la forêt comme Réserve biologique dirigée, afin qu’elle soit définitivement épargnée des coupes d’exploitation. La forêt est aujourd'hui classée « Forêt d'Exception » par l'ONF pour sa biodiversité et son patrimoine cultuel et culturel. C'est l’une des dernières forêts sacrées de France.
Cette forêt est traversée par les pèlerins qui se rendent à la grotte. Y passent près de 500 000 visiteurs par an venant principalement des départements proches. Le public se concentre surtout dans la forêt proche de la grotte, et emprunte principalement les chemins des Rois, du Saint-Pilon et du Canapé.
L'accès à la forêt est soumis à des restrictions éditées par l'ONF en fonction des risques d’incendies. Une carte est publiée chaque jour pour présenter l'état des risques pour le massif, et les possibilités d'accès (aux randonneurs) pour le lendemain. Ainsi, en fonction de risques particuliers, l'ONF ferme ou ouvre l'accès au massif forestier, entravant de facto l'accès à la grotte,,.

### Les oratoires

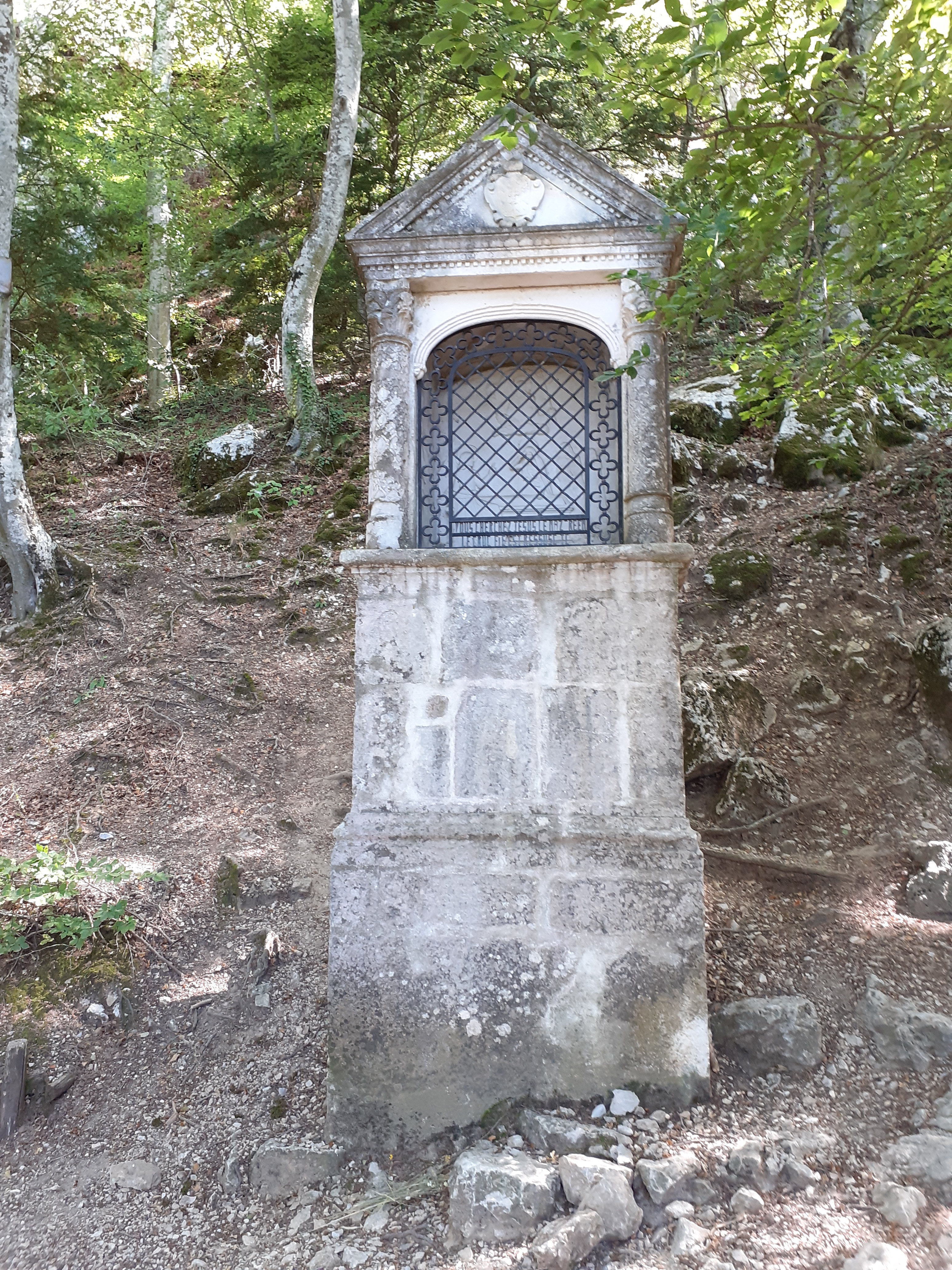
Un des oratoires sur le chemin vers la grotte : Marie-Magdeleine au Saint Sépulcre.

En 1516, Mgr Jean Ferrier, archevêque d’Arles, offre au sanctuaire la construction de sept oratoires répartis du début du « Chemin des Rois » à Nans-les-Pins jusqu’au sommet du chemin du Saint-Pilon « en souvenir du pèlerinage qu’il venait de faire à la grotte ». De ses sept oratoires, seuls quatre ont survécu. Deux des oratoires manquants sont en cours de reconstruction. Ces oratoires relatent la vie de sainte Marie-Madeleine,.
Ces oratoires ont été restaurés en 2009 par les tailleurs de pierre des Compagnons du devoir, en préparation des festivités pour l'anniversaire du 350e anniversaire du passage du roi Louis XIV sur le territoire communal (en 2010),. Les trois oratoires situés dans la forêt sont classés Monuments Historiques en 1913, et celui situé au début du chemin, à Nans-les-Pins, en 1938 :
- oratoire des Béguines : représentant Marie de Magdala aux pieds de Jésus chez sa sœur Marthe de Béthanie. Sur la commune de Nans-les-Pins.
- Sainte Marie-Magdeleine au Calvaire. Il est situé à proximité du carrefour des Trois Chênes.
- Sainte Marie-Magdeleine au Saint-Sépulcre. Situé au carrefour entre les chemins de la grotte et du Saint-Pilon.
- Sainte Marie-Magdeleine dans le jardin du Saint-Sépulcre. Situé juste avant le col du Saint-Pilon.

Le premier oratoire se trouve à 2 km de Nans-les-pins, au début de la montée. Il n'en subsiste que le socle. L'oratoire contenait un bas-relief représentant « Marie-Madeleine quand elle était encore dans le monde, revêtue de ses habits pompeux, avec ses chaînes d’or, assise devant Notre Seigneur qui prêchait aux foules, au moment où il la délivrait de la possession du démon ». Un peu plus loin, toujours le long de cette ancienne route, se trouve le second oratoire. Il n’en reste également que le socle, Marie-Madeleine y était représentée « toute changée en ses façons d’habits, déchevelée, contre terre, baisant les pieds de notre Rédempteur ».
Le troisième oratoire, situé à l'arrivée de la route sur le plateau, l'oratoire des Béguines, parfois appelé l'oratoire de « Miette », a perdu sa gravure originale. Déjà en 1826, le R. P. Gavoty, écrivait « il ne manque que le bas-relief ; on en avait mis un nouveau représentant Marie-Madeleine, à ses pieds, attentive à la parole du Christ chez sainte Marthe ». Le bas-relief actuel est l’œuvre du sculpteur Olivier Petit. Il représente Marie-Madeleine aux pieds de Jésus à Béthanie. Le nom de Miette vient d'un événement tragique, survenu durant la Révolution française. Un individu, venu demander le gîte dans l'ancien couvent des dominicains près de la grotte, à la famille qui y avait trouvé refuge, tua le père et la mère à coup de fusil. La jeune fille, Miette, réussit à s’enfuir en courant, poursuivie par l'assassin. À bout de force elle se réfugia près de l'oratoire et en prière supplia la sainte de la protéger. L'homme qui la poursuivait passa près d'elle sans la voir, et poursuivit sa route dans la forêt, « laissant l'enfant sauve et toute tremblante »,. Cet oratoire a été classé aux Monuments Historiques en 1938. 
L'oratoire suivant se trouve en bordure du « Chemin des Rois » qui conduit à la grotte. Comme pour les précédents, les pilastres, les chapiteaux et le fronton ont disparu, ainsi que le bas-relief qui montrait « Marie-Madeleine embrassant la croix sur le calvaire ». Dans un angle du bas-relief était reproduit le portrait de l’archevêque Jean Ferrier, avec la mention : (la) « Joannes Ferrerius archiepiscopus arelatensis hoc monumentum igi curavit. MDXVI ». Cet oratoire, ainsi que les suivants, ont été classés Monuments Historiques en 1913. Il a été restauré en 1937, avec un nouveau bas-relief en pierre, réalisé par Olivier Petit. Il représente « la Vierge Marie, saint Jean et sainte Madeleine au pied de la Croix ».

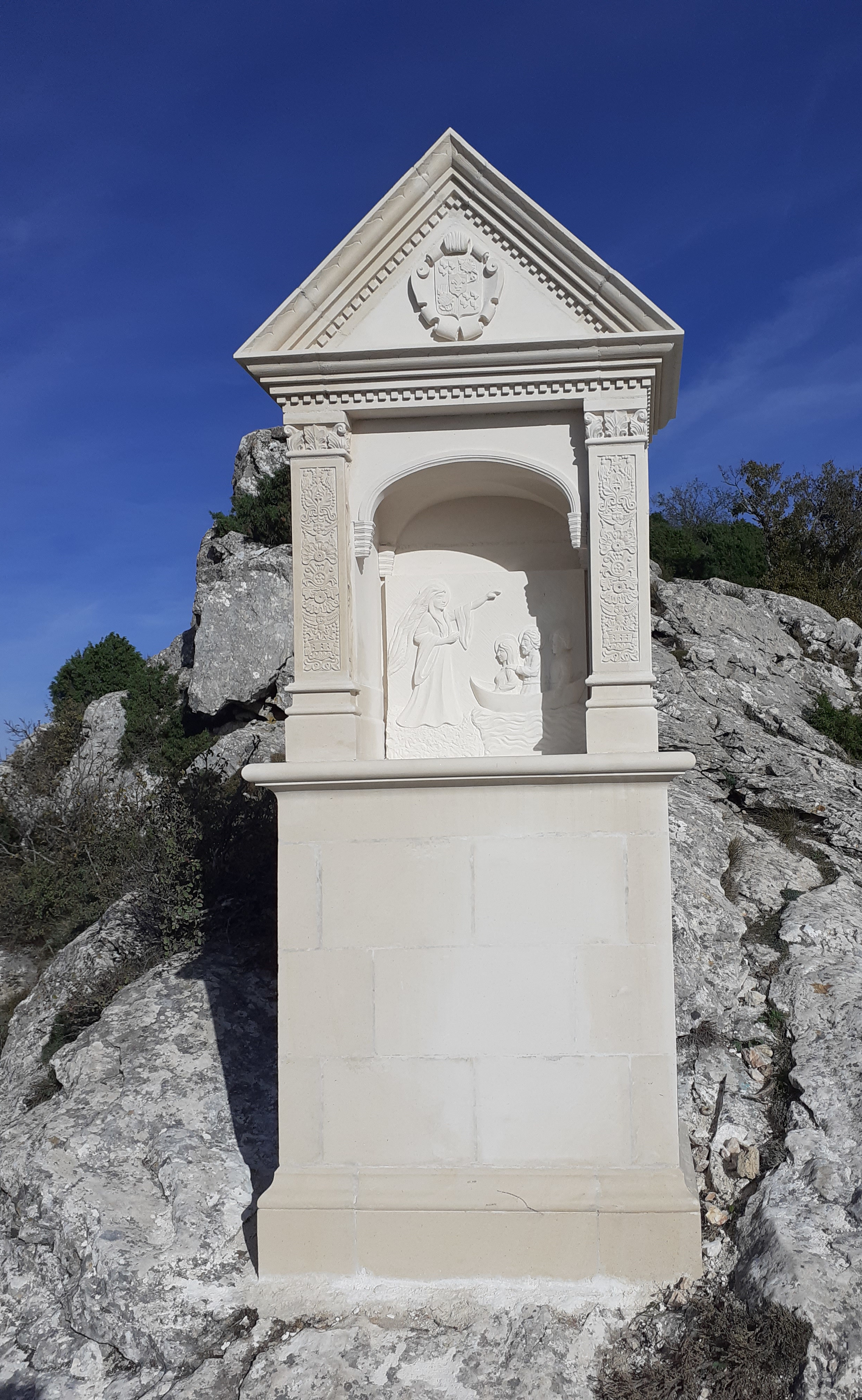
Oratoire N°7 situé au col du pilon.

Le cinquième oratoire se trouve au carrefour du chemin menant à la grotte et de celui menant au col du Saint-Pilon. Endommagé comme les autres, il avait conservé, jusqu'en 1925, ses pilastres avec leurs chapiteaux ainsi qu’une partie de sa corniche. Le bas-relief représentait « Madeleine aux abords du Sépulcre du Sauveur où deux anges lui annonçaient sa résurrection ». L'oratoire a été restauré en 1937 sous la supervision des Monuments Historiques. Un nouveau bas-relief réalisé par Olivier Petit est installé dans l'oratoire. Des colonnettes ont remplacé les pilastres d'origine. 
Un sixième oratoire est situé au-dessous du col du Saint-Pilon. Il a été restauré en 1975 par l'Association ouvrière des compagnons du devoir et du tour de France sous la direction de Jean Cochinaire. Sa construction est plus sobre que les précédentes. La niche en arc surbaissé est encadrée par deux colonnettes, elle abrite un bas-relief d’Olivier Petit, représentant « Marie-Madeleine reconnaissant le Christ dans le Jardin, le Christ lui disant "Ne me retiens pas" ».
Un dernier oratoire existait au passage du col du Pilon. La trace de sa position exacte est perdue. Un pèlerin du XVIIIe siècle, Pierre Joseph de Haitze, (ainsi qu'un autre, Mr Du Chesne) rapporte qu'on y voyait « Marie-Madeleine dans une barque venir vers notre France, en la compagnie de plusieurs autres ». Le projet de reconstruction a été mené à terme, et en octobre 2022, cet oratoire reconstruit et inauguré au col du Pilon.

### L'hostellerie

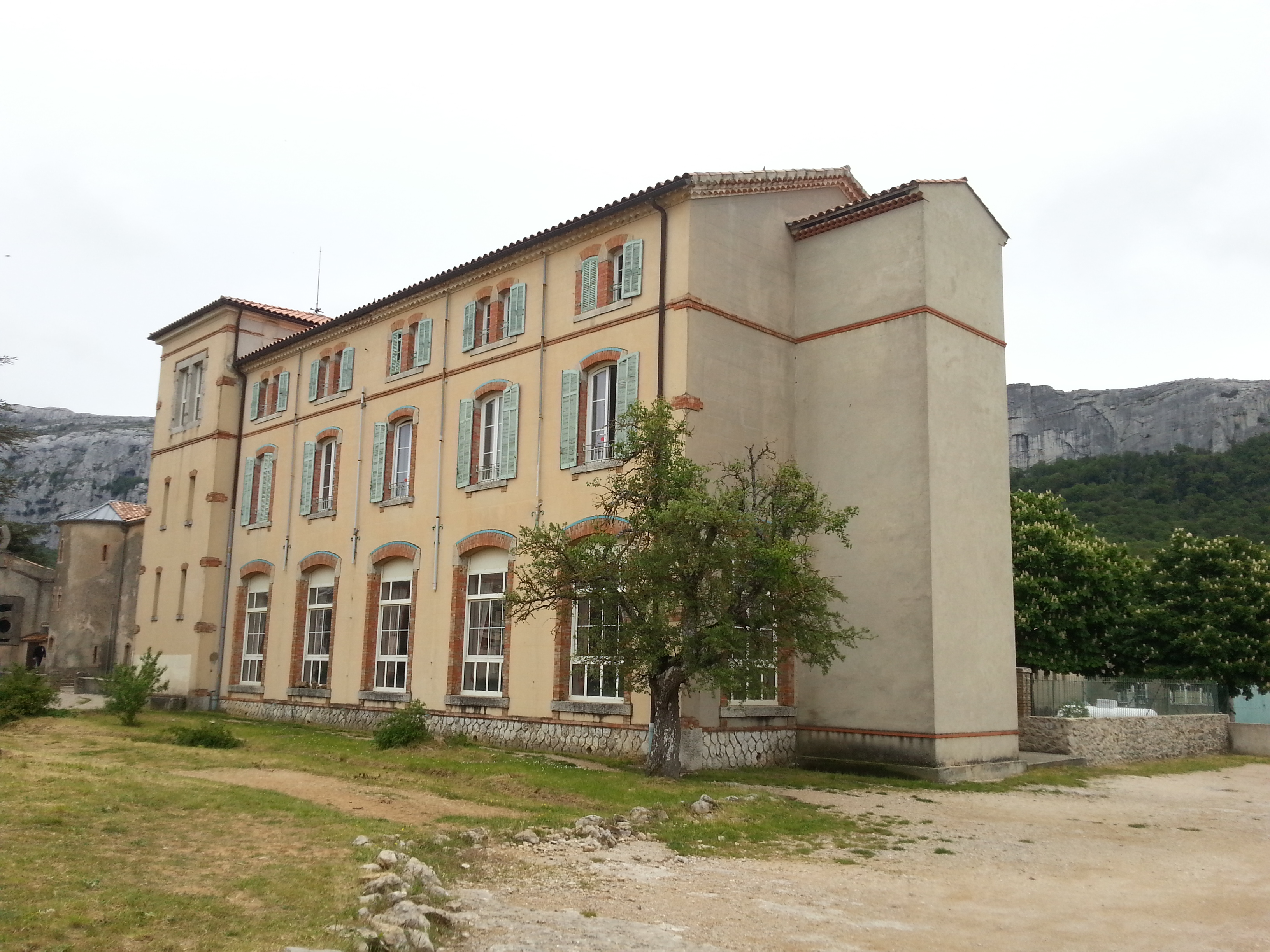
Aile ouest de l'hostellerie.

L'hostellerie du sanctuaire, installée à l'entrée de la grotte jusqu'à la Révolution est recréé (après sa destruction) dans un grand corps de ferme situé dans la vallée, à 45 min de la grotte. Construite sous l'impulsion du père Lacordaire à partir du milieu du XIXe siècle, cette hostellerie est confiée successivement à plusieurs congrégations et organismes religieux avant de revenir en 2002 sous la responsabilité de moines dominicains. Régulièrement rénovée et réaménagée au cours du XXe siècle, l'hostellerie sert de refuge à des juifs et des résistants durant la Seconde Guerre mondiale. La rénovation d'une aile du bâtiment au début du XXIe siècle a permis l'aménagement de chambres pour des personnes à mobilité réduite.
L’hôtellerie a une capacité d'environ 180 places (en chambre individuelle ou dortoir), et la restauration collective peut servir près de 200 couverts. La chapelle, elle aussi rénovée, possède de vastes toiles de Frédéric Montenard représentant des scènes de vie de la sainte pénitente. Le « portail François-Ier » offert par le roi François Ier au XVIe siècle et installé initialement dans la grotte, a été déplacé, après restauration, dans l'entrée de l'hostellerie. Cet élément est classé aux monuments historiques,.

### Le couvent des dominicains

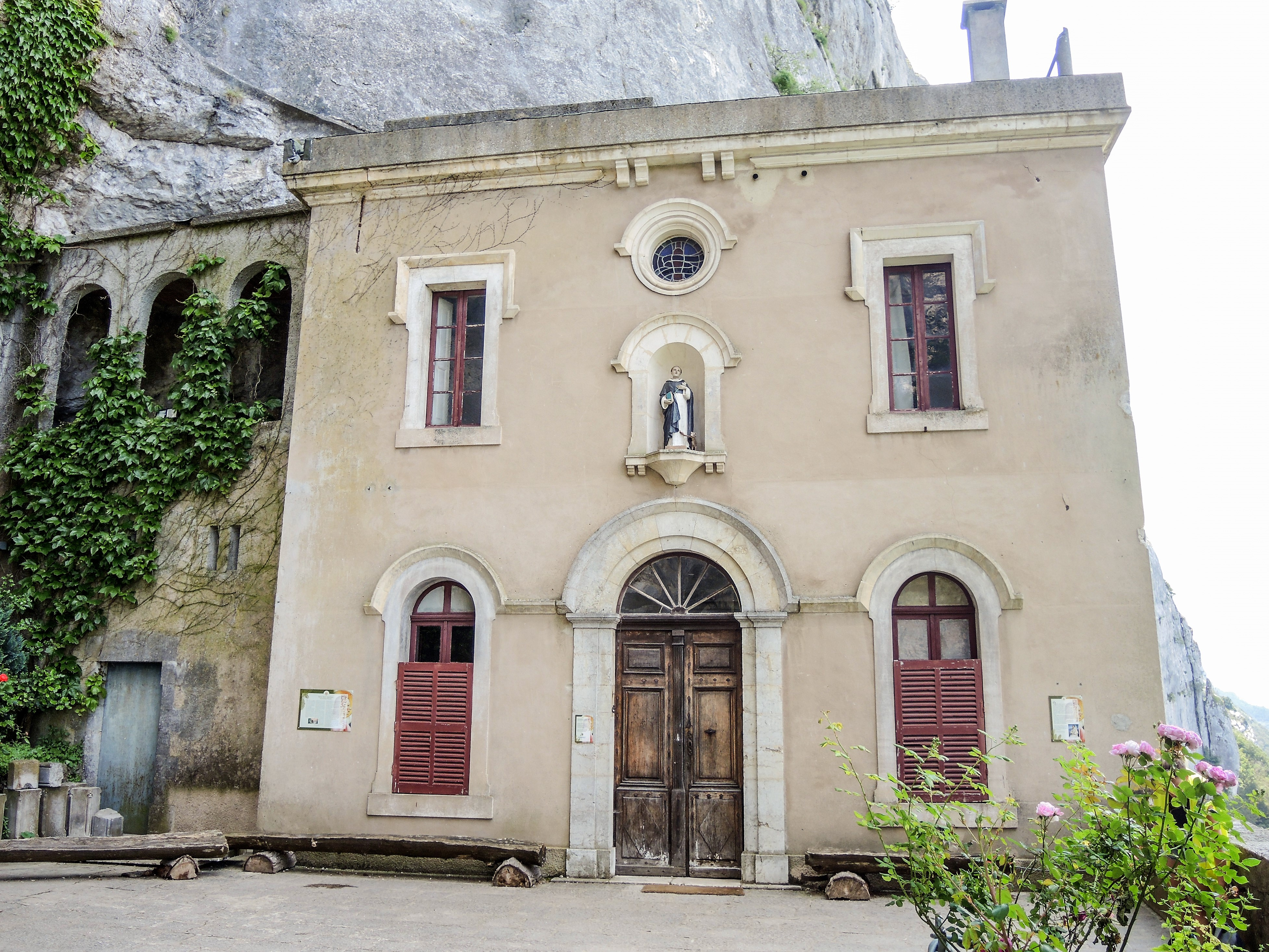
Monastère dominicain à l'entrée de la grotte de la Sainte-Baume.

Le couvent dominicain construit à proximité immédiate de la grotte est l'héritier des installations monachiques qui se sont succédé sur ce lieu depuis le Ve siècle. D'abord simple prieuré, puis monastère bénédictin, il est confié  à la fin du XIIIe siècle (par les autorités civiles) aux dominicains.
Endommagé et pillé lors des guerres de Religion, entièrement rasé à la Révolution, le couvent est reconstruit au milieu du XIXe siècle, lors du retour des moines dominicains sur le site. Plusieurs communautés religieuses se succèdent dans ce lieu jusqu'au retour des frères dominicains en 2002,.
L'édifice, de taille modeste, est construit à flanc de falaise, en surplomb du vide.

### La chapelle des Parisiens

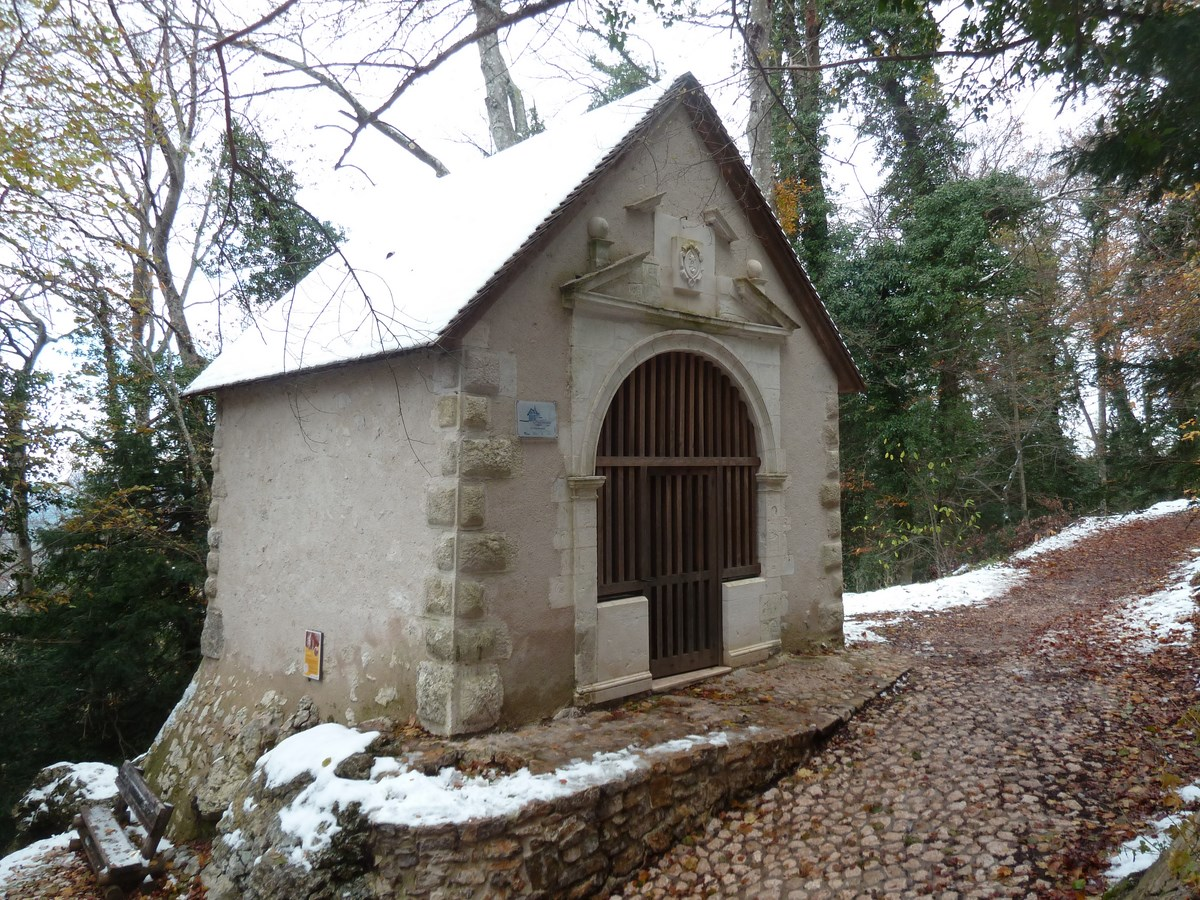
La chapelle des Parisiens en 2013.

La chapelle des Parisiens, parfois appelée « chapelle des morts », a été construite en 1635 à la demande de monsieur Esprit Blanc, contrôleur général des décimes de Provence, « en mémoire à ses amis, ses parents et … ses ennemis ». Elle est située sur le chemin montant au col du Saint-Pilon. Très dégradée au début des années 2000, elle a été entièrement restaurée en 2009. Le bas-relief qui ornait le frontispice (Saint Maximin donnant la communion à Marie-Madeleine) n'a pas été remis en place. Il a été déplacé à l’intérieur de la chapelle de l’Hôtellerie.
Cette chapelle (ainsi que les trois oratoires) a été classée au titre des monuments historiques par arrêté du 22 juillet 1913. La restauration effectuée en 2009 de la chapelle a reçu le prix « Ruban du patrimoine ».

### La chapelle du Saint-Pilon

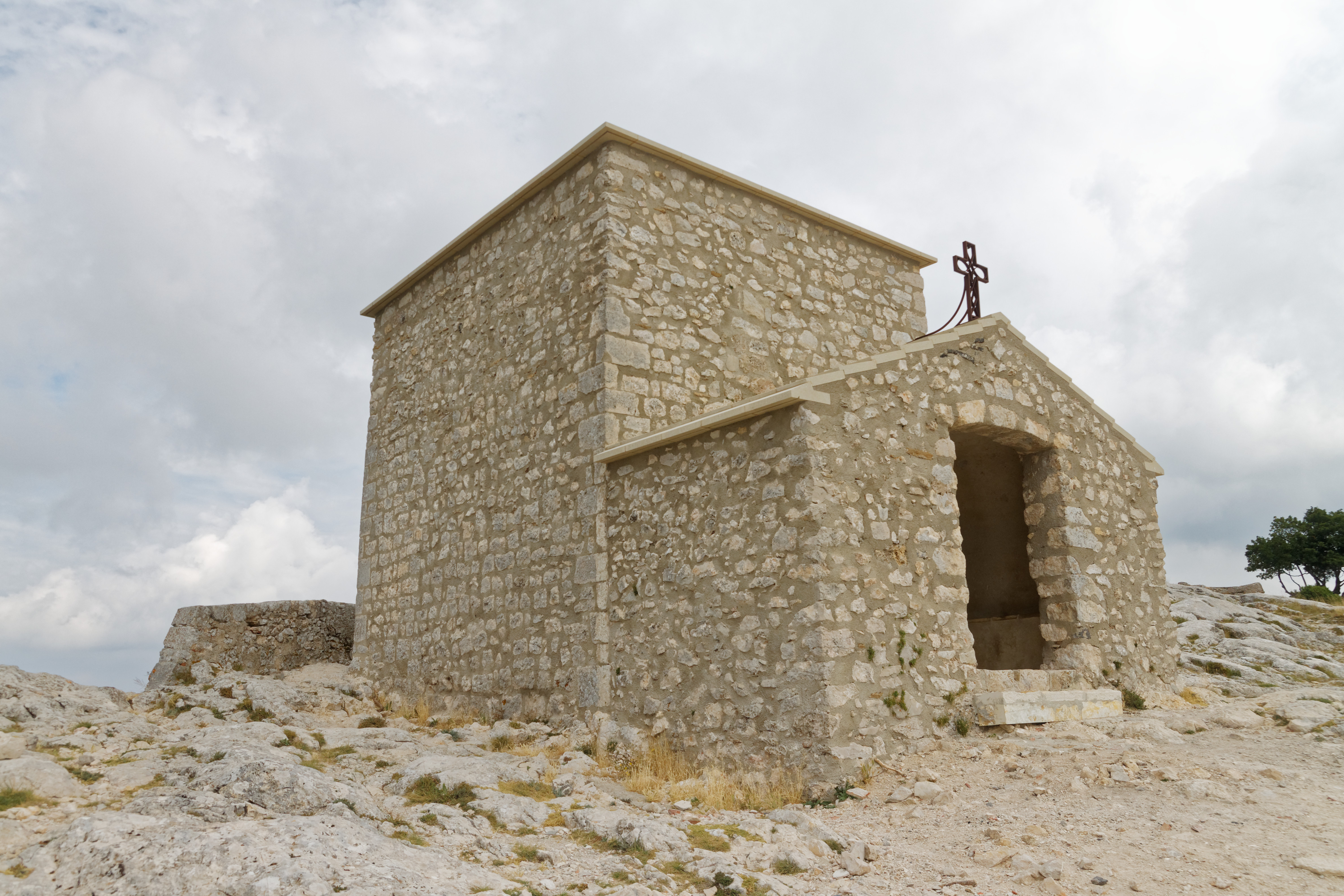
Chapelle du Saint-Pilon, après restauration.

Cette chapelle a été construite autour du XIVe siècle sur le lieu où, selon la tradition provençale, « les anges venaient déposer Marie-Madeleine pour prier, sept fois par jour ». Au cours des siècles, la chapelle est plusieurs fois restaurée. En 1618, Dame de Forbin de Cuges fait poser un beau retable sur le maître autel. En 1643, c'est Éléonore de Bergues qui fait revêtir de marbre l’intérieur de la chapelle. En 1686, son fils, le cardinal de Bouillon, fait achever les travaux débutés par sa mère. La Révolution ravage le bâtiment qui n'est plus aujourd’hui qu’une simple construction cubique surmontée d’un lanternon. Un petit porche-abri permet au pèlerin de s'abriter du vent et de la pluie. Par la grille qui ferme l’entrée de la chapelle, on aperçoit des murs nus et un autel tout simple.
En 2015, une importante restauration de la chapelle est lancée par la mairie de Riboux. Après des mois de travaux, l'inauguration officielle est effectuée en juillet 2017 en présence des autorités civiles, ainsi que de Mgr Dominique Rey, évêque du diocèse.

### Les autres bâtiments

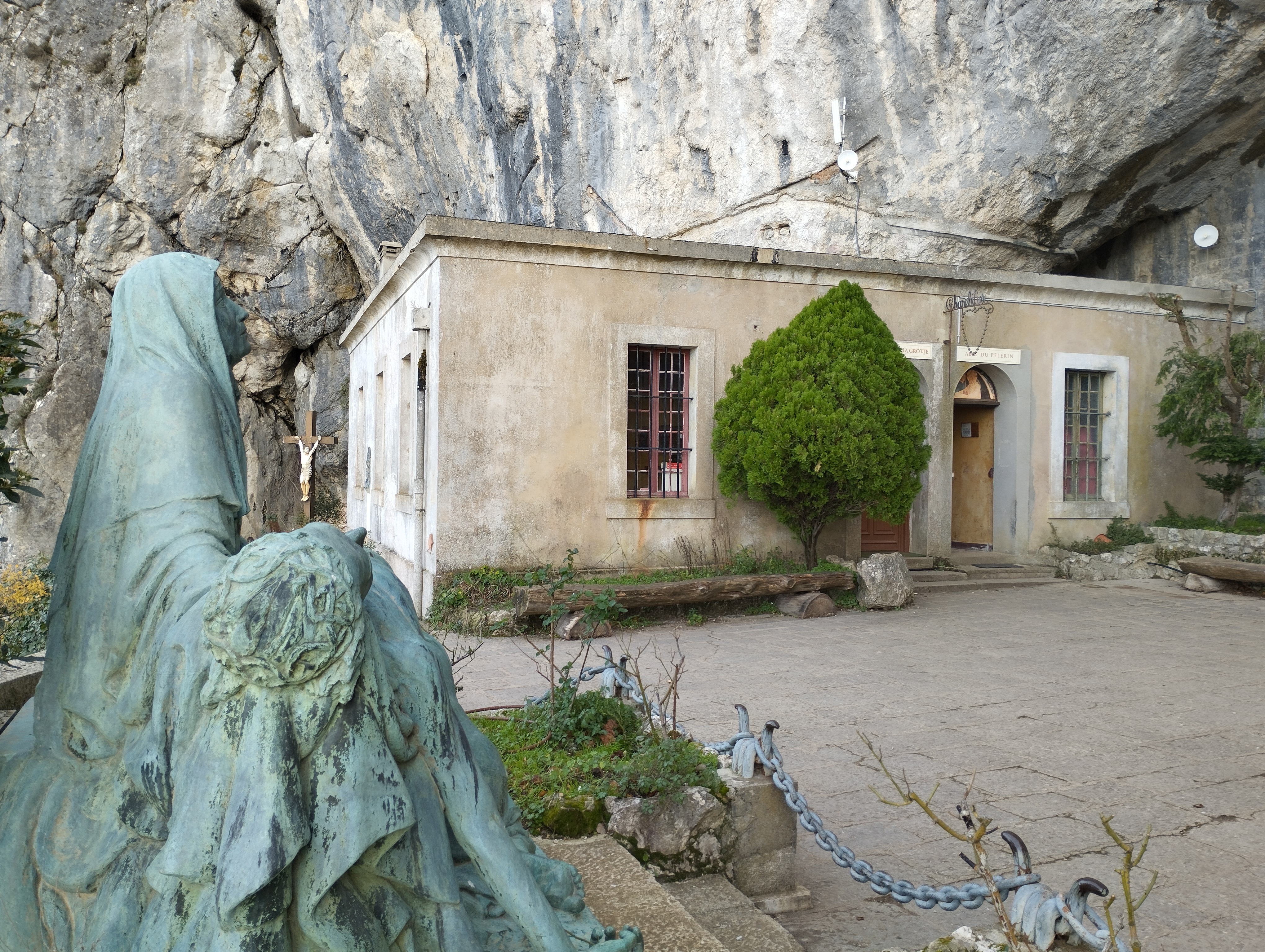
L'abri des pèlerins et l'accueil de la grotte.

Sur le parvis de la grotte se trouve deux petits locaux :
- un « abri des pèlerins » : petite salle, libre d'accès permettant aux pèlerins de s'abriter du mauvais temps. Si la salle dispose d'une cheminée, il n'y a ni eau courante ni toilettes. Cette salle « hors sac » n'est pas équipée comme gîte.
- une petite boutique de souvenirs tenue par le personnel du sanctuaire.

Attenant aux bâtiments de l'hostellerie, se trouve un bar-restaurant, indépendant du sanctuaire, accueillant les touristes et les visiteurs de passage.

## Accueil des pèlerins
D'après l'office du tourisme, le nombre de pèlerins et de visiteurs se rendant dans le sanctuaire est d’environ 500 000 personnes par an,.
Des processions sont régulièrement organisées pour monter de l'hostellerie à la grotte, voire au Saint-Pilon, que ce soit à date fixe (pour la fête de Sainte Marie-Madeleine le 22 juillet, pour Pentecôte, ou Noël) ou dans le cadre d'événements particuliers,.